# Vernon Hills
Vernon Hills – wieś w Stanach Zjednoczonych, w stanie Illinois, w hrabstwie Lake.